# زمین‌لرزه سپتامبر ۱۹۶۸ مکزیک
زمین‌لرزه مکزیک  در تاریخ ۲۵ سپتامبر ۱۹۶۸ میلادی، برابر با ‎۳ مهر ۱۳۴۷، ساعت ۱۰:۳۸:۳۸ به زمان یوتی‌سی در مکزیک رخ داد. ژرفای این زلزله ۱۲۱٫۹ کیلومتر بود. بزرگی آن ۵٫۸ در مقیاس mb اعلام شده‌است. زمین‌لرزه به وقت محلی در روز چهارشنبه، ساعت ۴ روی داده و منطقه زمانی آن یوتی‌سی -۶ بوده‌است (با لحاظ تغییر ساعت تابستانی).
سازمان زمین‌شناسی آمریکا نیز جای این زمین‌لرزه را در مختصات ۱۵°۳۰′شمالی ۹۲°۴۲′غربی / ۱۵٫۵°شمالی ۹۲٫۷°غربی و بزرگی آنرا برابر با ۵٫۷ در مقیاس ریشتر اعلام کرده‌است. ژرفای گزارش شده از سوی این سازمان ۱۱۴ کیلومتر می‌باشد.
شمار کشتگان زلزله حدود ۱۵ نفر بوده‌است.تعداد زخمیان ۵۰۷ نفر برآورده شده‌است.سونامی نیز در این زلزله گزارش شده‌است.